# Ranunculus rohlenae
Ranunculus rohlenae är en ranunkelväxtart som beskrevs av Karel Domin. Ranunculus rohlenae ingår i släktet ranunkler, och familjen ranunkelväxter. Inga underarter finns listade i Catalogue of Life.